# Tsamkxao ǂOma
Tsamkxao ǂOmaKlicklaut, bekannt auch als Chief Bobo (* 20. Jahrhundert in Südwestafrika), ist seit 1998 der erste traditionelle Führer der Juǀ'Hoansi in Namibia. Er trägt den Titel ǂH'Ahai oder auch ǁ'Aiha und steht der Traditionellen Verwaltung der Juǀ'Hoan vor.
Tsamkxao ǂOma übernahm die Macht faktisch von seinem Vater ≠Oma Tsamkxao, der aber nie offiziell anerkannt war.